# جوليان بينيت (أستاذ جامعي)
جوليان بينيت (بالإنجليزية: Julian Bennett)‏ هو عالم آثار بريطاني، ولد في 9 يونيو 1949.